# Quoth
Albums de Polygon Window
(Richard D. James)
Surfing on Sine Waves
(album)
(1993)
Quoth est un single de musique électronique de Polygon Window, un pseudonyme du musicien Richard D. James plus connu sous son autre pseudonyme d'Aphex Twin. Il est sorti le 22 mars 1993 sur le label Warp Records.

## Détails
La pochette montre une photo de James descendant les escaliers de la station de métro Elephant & Castle de Londres, proche de son lieu de résidence à cette période.
Le morceau titre, "Quoth", est extrait de l'album Surfing on Sine Waves, sorti sur le label Warp au début de l'année 1993. Le disque contient aussi, selon les éditions, une ou deux versions alternatives de "Quoth", ainsi que deux autres morceaux inédits.
En 2017, la version originale de "Quoth" est considérée par FACT comme le 5e meilleur morceau de la carrière d'Aphex Twin. Délaissant la mélodie, c'est un morceau de techno « martelante » avec une mesure en 4/4. Pour la composition de ce morceau, James utilise un échantillonneur Casio FZ-1 (en).
Le single est sorti en disque vinyle transparent et CD au Royaume-Uni. L'édition vinyle contient 4 pistes ; l'édition CD est sortie sous deux versions différentes : l'une identique à l'édition vinyle, l'autre comportant une piste additionnelle. Les deux versions CD portent le même numéro de catalogue (WAP33CD) et la même pochette et ne diffèrent que par leur code (WAP 33CD 10226351 pour la version 4 pistes, WAP 33CD 10223271 pour la version 5 pistes). Ces codes sont par ailleurs gravés au centre des CD. Les pochettes étant identiques, le cinquième morceau n'est pas mentionné sur l'édition 5 pistes. Il existe également une version « test pressing » du vinyle, noire et plus rare que la version transparente.
Aux États-Unis, le single fut publié par Wax Trax! Records, un sous-label de TVT Records ; il contient les 5 pistes mais la cinquième n'est pas non plus mentionnée sur la pochette.
Les deux morceaux inédits, « Iketa » et « Bike Pump Meets Bucket », figurent sur l'édition japonaise de Surfing on Sine Waves sortie en 1994.

## Pistes
| 1/A1. | Quoth (Original)         | 5:36 |
| 2/A2. | Iketa                    | 4:30 |
| 3/B1. | Quoth (Wooden Thump Mix) | 7:58 |
| 4/B2. | Bike Pump Meets Bucket   | 5:58 |
| 5.    | Quoth (Hidden Mix)       | 6:48 |
| 30:51 |                          |      |